# CKM (férfimagazin, magyar)
A CKM (Céltudatos Kalandvágyó (Férfiak) Magazinja) egy erotikus férfi- és életmódmagazin volt. A név „magyarázatát” Pósa Árpád, a magazin első főszerkesztője alkotta meg.

## Története
A CKM lengyel és a magyar kiadása 1998-ban kezdődött, innen származik a magyar magazin szlogenje: Magyarország első férfimagazinja. A lengyel eredetű magazin a Ckm wz.30 (ciężki karabin maszynowy wz.30; Mark 1930 nehézgépfegyver) nevű lengyel gyártmányú géppuskáról kapta a nevét, amely kisebb módosításokkal az amerikai Browning M1917 alapján készült, és a lengyel hadseregben rendszeresített fegyver. A CKM az ezredforduló fogyasztói szemléletű légkörében otthon lévő, fiatal heteroszexuális férfiakat érdeklő témákra fókuszáló életmódmagazin volt. A magazin alapító-főszerkesztője Pósa Árpád volt, aki 2000-ig vezette a lapot. A 2000-es évek első felében Kálnoki Kiss Attila, 2005-től Pantl Péter főszerkesztette a CKM-et. Az ő tevékenység idején próbálkozott meg a lap a népszerűségcsökkenés megállításával. Ennek egyik eszköze volt a 2006 júniusában alapított és CKM Bikini Team-nek elnevezett, csinos és fiatal nőkből álló csoport lett volna, akik a magazint különböző rendezvényeken bikiniben népszerűsítették. A Bikini Teamben részt vevő lányokat a magazin egy több hónapon át húzódó válogatás során cserélgette.
A lapot a Marquard Media a Playboy magyar kiadásával ellentétben a saját tulajdonú licence alapján készítette, ez pedig jelentős verseny- és árelőnyt biztosított a lapnak, hiszen így a versenytársakkal ellentétben a CKM után nem kellett licencdíjat fizetni. A fiatalabb felnőtteket megcélzó lap hangvétele a célcsoportnak megfelelően laza, esetenként provokatív, rendszeresen humorizáló volt. A lapot 2004-ig a JMG Magazin Kiadó Kft, később a Marquard Media Magyarország Kft. jelentette meg. A 2008-as pénzügyi válság következtében a lap helyzete is megingott, az eladott példányszámok fokozatosan csökkenni kezdtek. A nagy vetélytárs FHM 2009-es megszüntetése csak lélegzetvételnyi szünethez juttatta a bizonytalan helyzetű lapot, a példányszám a következő három évben 40%-kal esett vissza. A lapot 2013-ban a kiadó a példányszám megállíthatatlan csökkenése miatt szüntette meg.

## A magyar CKM rovatai
A magazin több rovatában félakt fotósorozatok láthatók:
- Fantázia
- Szexi Sztár
- Szereposztó dívány
- Mellbedobás

A fotósorozatok közül a Fantázia rovatban általában a lengyel anyamagazinban megjelenő sorozat látható, a többi fotósorozat saját gyártású.
Az erotikus sorozatok mellett humoros, meghökkentő, izgalmas írások olvashatók a Kaland, Utazás, Interjú, Lifestyle, Mixer, Mustra, Stílus és Deopolice, Humor rovatokban.
A magyar CKM-ben kiemelten foglalkoznak az autókkal és motorokkal (Verdavilág), a legfrissebb filmekkel, zenékkel és játékokkal (Tourmix), valamint technikai újdonságokkal (Mustra).

## A magyar CKM készítői
A nemzetközi minőségű hazai fotósorozatok készítői: Nánási Pál, Boros István, Baksa Norbert.

## A CKM-ben szerepelt modellek
Sok híresség (színésznők, énekesek, sportolók, modellek, stb.) pózolt már a magyar CKM lapjain:
| - Bódi Sylvi - Eördögh Alexa - Laky Zsuzsi - Metzker Viki - Dukai Regina - Ripli Zsuzsa - Voksán Virág - Bognár Éva - Sadi Mounira - Ábel Anita - Temesvári Andrea | - Fresh Wiki - Rába Tímea - Pokrivtsák Mónika - Lilu - Pesuth Rita - Gregori Dóra - Rábaközi Andrea - Tóth Gabi |  |

## Külső hivatkozások
1. ↑  Férfimagazin a Generál Média első print kiadványa (magyar nyelven). Kreatív Online, 2010. július 15. [2013. november 15-i dátummal az eredetiből archiválva]. (Hozzáférés: 2013. augusztus 9.)
2. ↑  Ideiglenes főszerkesztő a CKM élén (magyar nyelven). MédiaPiac, 2005. január 11. [2014. március 7-i dátummal az eredetiből archiválva]. (Hozzáférés: 2013. augusztus 9.)
3. ↑  CKM - új főszerkesztő (magyar nyelven). Kreatív Online, 2005. március 5. [2014. március 7-i dátummal az eredetiből archiválva]. (Hozzáférés: 2013. augusztus 9.)
4. ↑  Prémium tartalmak, multiplatformos megoldások (magyar nyelven). Mediapiac, 2010. [2010. május 16-i dátummal az eredetiből archiválva]. (Hozzáférés: 2013. augusztus 8.)
5. ↑  Megszűnt a CKM magazin (magyar nyelven). HVG, 2013. július 5. (Hozzáférés: 2013. augusztus 8.)
6. ↑  Csak 1998/ II. félév adatai

- A magyar CKM hivatalos oldala
- A lengyel CKM hivatalos oldala
- A szerb CKM hivatalos oldala